# 金路集团
四川金路集团股份有限公司 （深交所：000510）是中国深圳证券交易所的一家上市公司，主营业务范围为化学原料及化学制品制造业。
2011年，该公司主营业务收入为2587148106.76元，公司净利润为-115878485.56元，公司总资产为2354079487.76元。